# Абрамович Григорій Миколайович
Абрамович Григорій Миколайович (*1 січня 1949, с. Люб'язь Любешівського району Волинської області) — український городник, майстер з вирощування рекордних городніх культур. Раціоналізатор.

## Найкращі досягнення

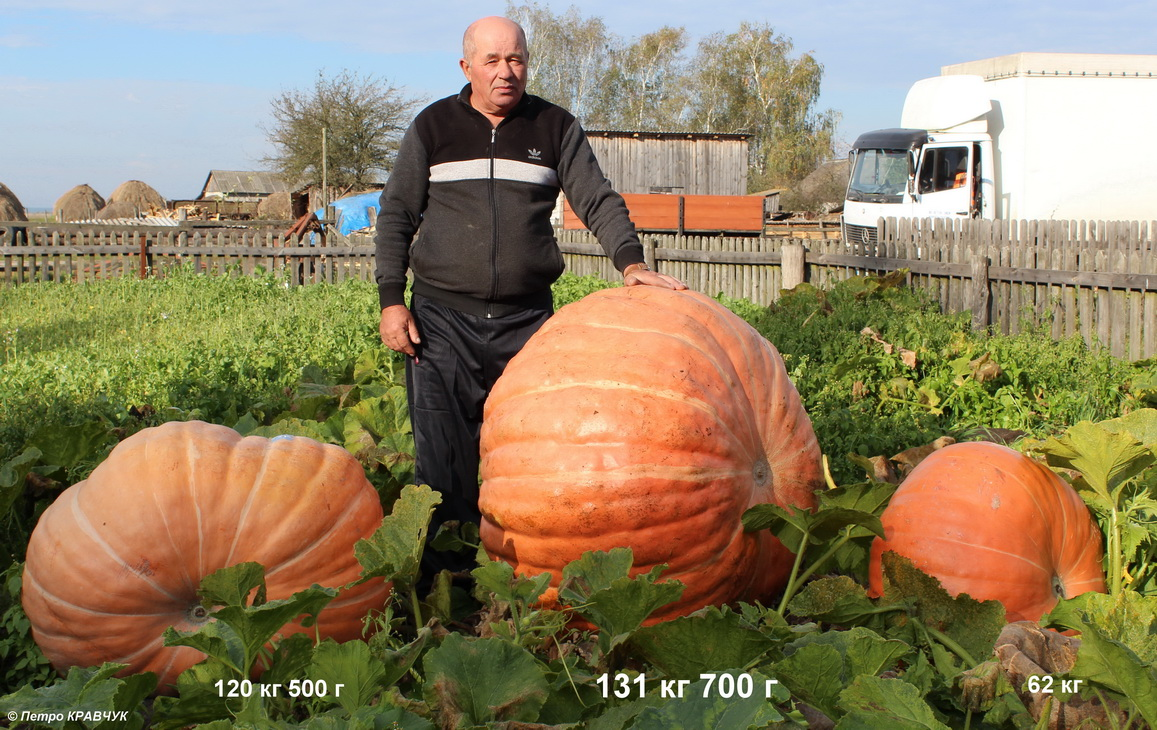
Григорій Абрамович з рекордним українським гарбузом вагою 131 кг 700 г (2014р., сорт Атлантичний гігант Діла).

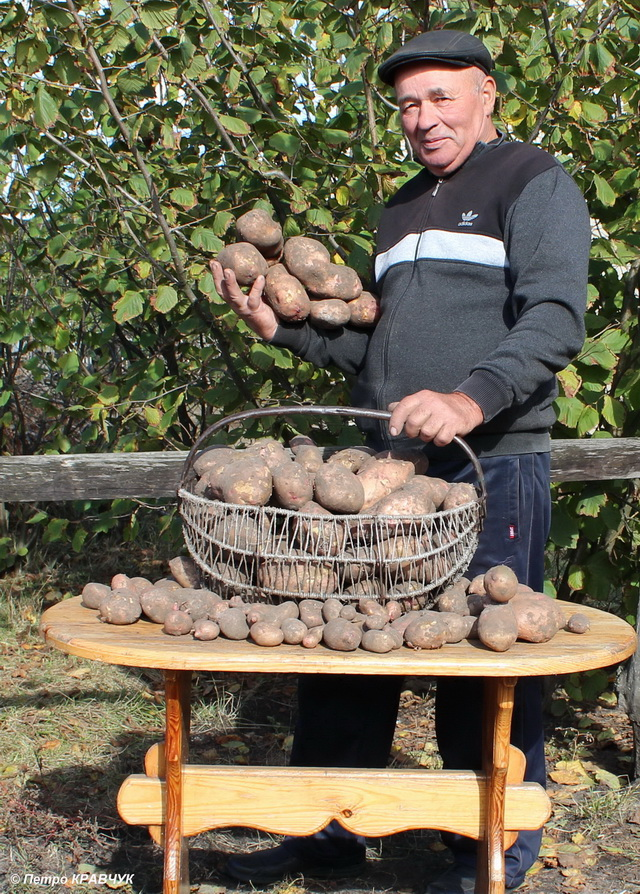
Григорій Абрамович з рекордним урожаєм від однієї картоплини (сорт Слов'янка) – 25 кг 820 г. 2016 р.

- У 2014 році на присадибній ділянці виростив найбільшого в Україні гарбуза вагою 131 кг 700 г. (сорт Атлантичний гігант Діла).[1][2][3][4]

- У 2016 році зібрав найбільший в Україні урожай з однієї картоплини (сорт Слов'янка) – 25 кг 820 г.[5][6]

- Його кормова бруква, вагою 9,5 кілограма, вирощена у 1998 році, занесена до «Книги рекордів Волині», як найкраще досягнення волинських хліборобів.[7]

## Відзнаки
- Медаль «Ветеран праці»
- Подяка голови Любешівської райдержадміністрації за вирощення найбільшого в Україні гарбуза (2014 рік)[8]